# Karl Friedrich Gsur
Karl Friedrich Gsur (* 3. Juli 1871 in Wien; † 25. August 1939 ebenda) war ein österreichischer Maler.

## Leben und Werk

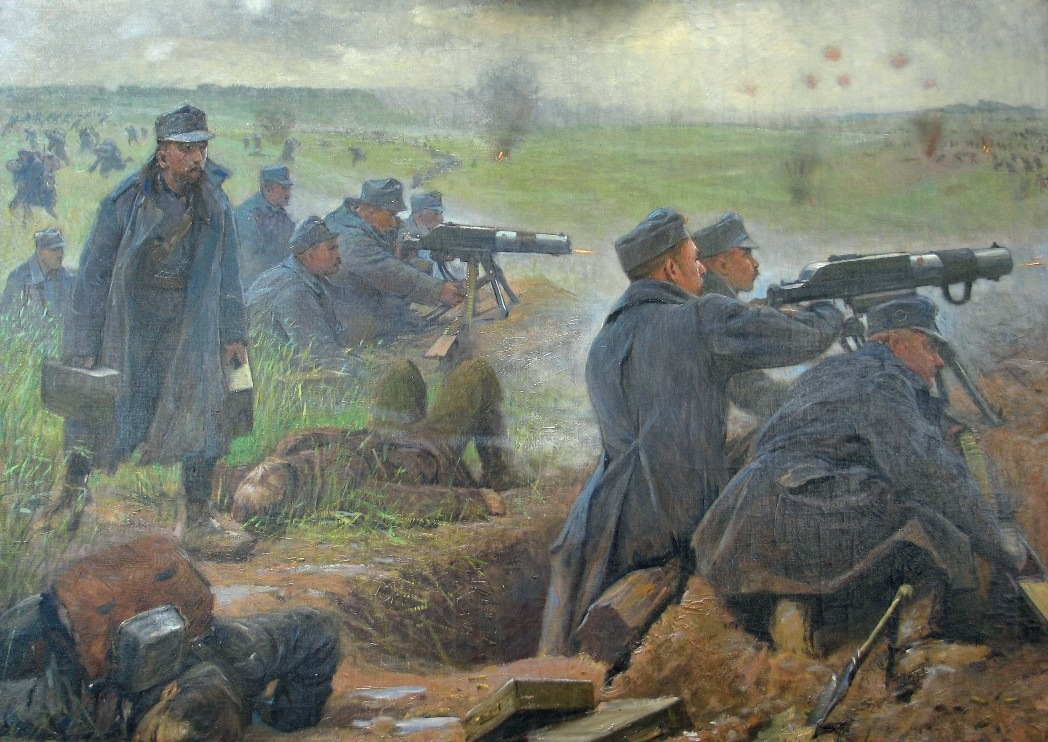
Abwehrkampf einer MG-Abteilung (1915/16)

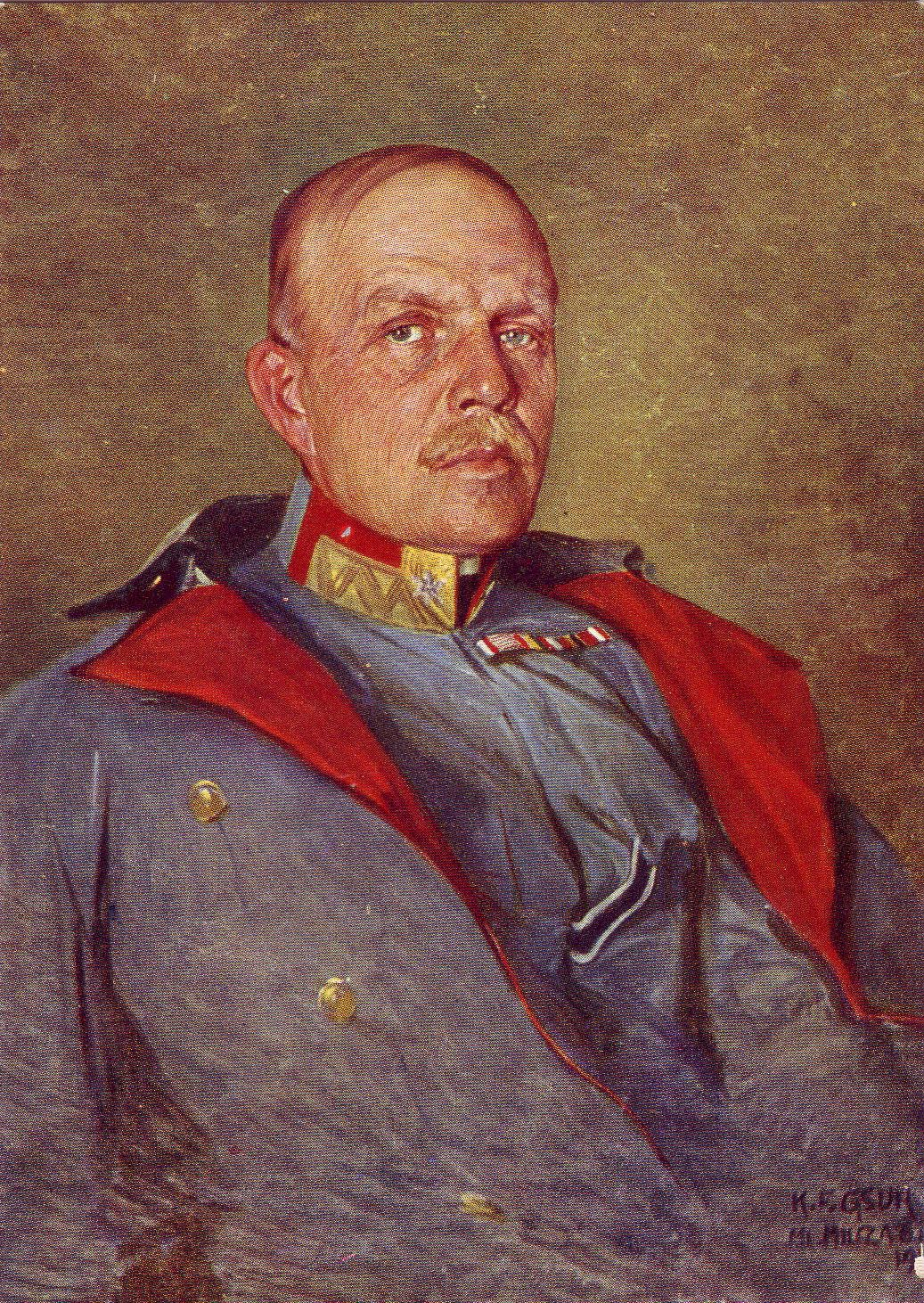
Porträt Adolf von Boog

Karl Friedrich Gsur war ein Sohn des Bildhauers und Graveurs Karl Ludwig Gsur (* 5. Februar 1844 in Schottenfeld; † 13. Juli 1895 in Wien) und dessen Ehefrau Catharina Friederike Korb. Er hatte fünf jüngere und zwei ältere Schwestern, darunter die Schriftstellerin Mina Winter-Schottenfeld. Deren Sohn, sein Neffe Ernst Karl Winter, wurde 1895 sein Patenkind.
Gsur absolvierte sein Studium an der Wiener Akademie, wobei u. a. Siegmund L’Allemand sein Lehrer war. Es folgten Studienreisen, die ihn nach Tunesien, Frankreich und den Niederlanden führten. Ab 1905 war Gsur Mitglied der Genossenschaft Bildender Künstler, deren Silberne Jubiläumsmedaille er 1936 erhielt. Er war zu seinen Lebzeiten ein bekannter Genre-, Landschafts- und Porträtmaler.
Karl Friedrich Gsur stand vom ersten Tag des Ersten Weltkriegs an als Landsturmoffizier im Feld, war zunächst Ordonnanzoffizier bei der 25. Infanterietruppen-Division, welche die Infanterieregimenter 4 („Hoch- und Deutschmeister“), 84 („Freiherr von Bolfras“) und das Kopaljägerbataillon 10 umfasste. Er nahm an den Kämpfen bei Komarów, Lemberg, am Bug und bei Sapanów teil. Ab Oktober 1914 war Gsur Mitglied des k.u.k. Kriegspressequartiers und verwendete in der Folge seine drei längeren Heimaturlaube dazu, seine an der Front skizzierten Studien zu großen Gemälden auszuarbeiten. Im Mai 1917 wurde er Personaladjutant des Erzherzogs Peter Ferdinand und im November desselben Jahres zum Hauptmann befördert.
Der Künstler und Soldat wurde mit dem Signum Laudis und dem Ritterkreuz des Franz-Joseph-Ordens mit der Kriegsdekoration ausgezeichnet und galt als „anerkannt vorzüglicher Kriegsmaler“, der sich besonders um die Popularisierung der k.u.k. Armee verdient machte. Seine Werke waren in den meisten Ausstellungen des Kriegspressequartiers zu sehen und dienten auch als Vorlage für farbige Reproduktionen zugunsten des Kriegshilfswerkes. Weiter porträtierte Gsur hohe Militärs der Armee, unter anderem Kaiser Karl I. von Österreich oder den damaligen Generalmajor Adolf von Boog. Im Künstlerhaus Wien fanden regelmäßig Ausstellungen seiner Werke statt.
1939 starb Karl Friedrich Gsur und wurde auf den Wiener Zentralfriedhof in einem Ehrengrab beigesetzt.

## Werke (Auszug)
- Abwehrkampf einer MG-Abteilung (Abwehrkampf einer MG-Abteilung. Maschinengewehrabteilung II des Infanterieregiments Nr. 4 „Hoch- und Deutschmeister“ auf der Höhe Gora Sokal am Bug, 20. Juli 1915). Öl auf Leinwand, 92 × 116 cm. Heeresgeschichtliches Museum, Wien.
- Porträt Adolf von Boog
- Straßenszene im Souk von Tunis, Öl auf Holz, 1898.
- Beim Kirchgang, Öl auf Holz.